# J. P. Losman
(en) Statistiques sur pro-football-reference
(en) Statistiques sur statscrew
Jonathan Paul « J. P. » Losman est un joueur américain de football américain, né le 12 mars 1981 Venice (Californie), qui évolue au poste de quarterback.

## Biographie

### Carrière universitaire
Il effectua sa carrière universitaire avec les Tulane Green Wave. Il a cumulé 6 754 yards à la passe pour 60 touchdowns et 57,7 % de passes complétées.

### Carrière professionnelle
Il a été drafté au 1er tour (22e choix) par les Bills de Buffalo  en 2004.
En 2006, il était le titulaire au poste de quarterback avec les Bills.

## Palmarès
- Vainqueur du Hawaï Bowl en 2002